# Collinsburg
Collinsburg es un lugar designado por el censo ubicado en el condado de Westmoreland en el estado estadounidense de Pensilvania. En el año 2010 tenía una población de 1.125 habitantes y una densidad poblacional de 250 personas por km².

## Geografía
Collinsburg se encuentra ubicado en las coordenadas 40°13′18″N 79°46′30″O / 40.22167, -79.77500. Según la Oficina del Censo de los Estados Unidos, Collinsburg tiene una superficie total de 1,73 mi² (4,5 km²), de la cual 1,73 mi² (4,5 km²) corresponden a tierra firme y 0 mi² (0 km²) es agua.